# Indische Akademie der Wissenschaften
Die Indische Akademie der Wissenschaften (IAS) (englisch Indian Academy of Sciences, Hindi भारतीय विज्ञान अकादमी Bhaartiy vijnyaan akaadmi) ist eine der drei nationalen indischen Akademien der Wissenschaften. Sie hat ihren Sitz in Bangalore, Karnataka. Die IAS wurde 1934 von C. V. Raman, dem Erfinder der Raman-Spektroskopie, gegründet. Nach der National Academy of Sciences India ist sie die zweitälteste Akademie Indiens. Die dritte Wissenschaftsakademie ist die Indian National Science Academy (INSA). Der IAS-Präsident für die Amtsperiode 2022 bis 2024 ist Umesh Vasudeo Waghmare.

## Publikationen
Ein Hauptziel der IAS ist es, wissenschaftliche Journale herauszugeben. Im Jahr 2024 sind es 12 Zeitschriften, die meisten in Co-Herausgeberschaft mit dem Springer-Verlag Indien. Alle Journale sind in Englischer Sprache. 
- Das Bulletin of Materials Science, 1979 gegründet, erscheint zweimonatlich mit Springer.[2]
- Current Science ist ein 14-tägliches Querschnittsjournal, das zusammen mit der Current Science Association herausgegeben wird.[3]
- Seit 1980 erscheint das Journal of Astrophysics and Astronomy, das ab 2017 gemeinsam mit der Astronomical Society of India und Springer herausgegeben wird. 2019 erschien es zweimonatlich.[4]
- Das Journal of Biosciences erscheint vierteljährlich mit Springer. Seit 1991 trägt es seinen Namen.[5]
- Das Journal of Chemical Sciences firmiert seit 2004 unter diesem Namen. Seit 2004 ist Mitherausgeber der Springer-Verlag. Das Journal erscheint monatlich.[6]
- Das Journal of Earth System Science wird seit 2005 mit Springer unter diesem Namen publiziert.[7]
- Das Journal of Genetics ist eine Fortführung des bereits ab 1910 in Großbritannien herausgegebenen Journals gleichen Namens. Es erscheint vierteljährlich mit Springer.[8]
- Pramāna – Journal of Physics wird zusammen mit der Indian National Science Academy, der Indian Physics Association und Springer publiziert.[9]
- Seit 1978 erscheint Proceedings – Mathematical Sciences. Das vierteljährliche Journal wird mit Springer herausgegeben.[10]
- Resonance – Journal of Science Education gibt es seit 1996. Es fokussiert auf Naturwissenschaften, IT und Technik und wird mit Springer monatlich herausgegeben.[11]
- Seit 1984 firmiert Sādhanā – Academy Proceedings in Engineering Sciences unter diesem Titel. Das zweimonatliche Journal der Ingenieurwissenschaften erscheint mit Springer.[12]
- Die Zeitschrift Dialogue – Science, Scientists, and Society erscheint seit 2018 als online-Ausgabe.[13] Begleitend hat die IAS einen YouTube-Kanal eröffnet und veröffentlicht hier Videomitschnitte von Vorträgen und Diskussionen zum wissenschaftsbezogenen Spannungsfeld „Staat und Gesellschaft“.[14] Die Vorträge sind in englischer Sprache, die Diskussionsmitschnitte unter anderem in Marathi.
- Weiterhin erschien die Indian Academy of Sciences Conference Series als online-Journal seit 2017, wurde allerdings 2021 wieder eingestellt.[15]